# オーティス・バートン
オーティス・バートン（Otis Barton、1899年6月5日 - 1992年4月15日）はアメリカ合衆国の深海潜行者、発明家、俳優である。
ニューヨーク州に生まれ、富とは無縁で、バートンは最初の潜水球を設計・製作してウィリアム・ビービ（William Beebe）とともに1930年6月バミューダの海へ潜った。彼らは600フィートの潜行により深海潜水の最初の記録を作った。1934年、二人は3028フィートの深度を記録した。
バートンはハリウッド映画「Titans of the Deep」にも出演している。1948年、すなわちビービと別れてから14年後に、彼は自ら設計したベントスコープで太平洋に潜って4500フィートの深度へ達した。
ビービと同様に、バートンもまた熱帯雨林の探検に興味を持ち、ガボンなどの場所でかなりの時間を過ごした。1978年、バートンは野生動物の撮影に使う"jungle spaceship"（事実上は飛行船である）のテストを成功裏に行なった。